# WTA Challenger de Parma
O WTA Challenger de Parma – ou Parma Ladies Open, atualmente – é um torneio de tênis profissional feminino, de nível WTA 125.
Realizado em Parma, no norte da Itália, estreou em 2023. Os jogos são disputados em quadras de saibro durante o mês de setembro.

## Finais

### Simples
| Ano  | Campeã                    | Vice-campeã               | Resultado     |
| ---- | ------------------------- | ------------------------- | ------------- |
| 2025 | Mayar Sherif              | Victoria Mboko            | 6–4, 6–4      |
| 2024 | Anna Karolína Schmiedlová | Mayar Sherif              | 7–5, 2–6, 6–4 |
| 2023 | Ana Bogdan                | Anna Karolína Schmiedlová | 7–5, 6–1      |

### Duplas
| Ano  | Campeãs                            | Vice-campeãs                            | Resultado |
| ---- | ---------------------------------- | --------------------------------------- | --------- |
| 2025 | Jesika Malečková Miriam Škoch      | Sabrina Santamaria Tang Qianhui         | 6–2, 6–0  |
| 2024 | Anna Danilina Irina Khromacheva    | Ingrid Gamarra Martins Elixane Lechemia | 6–1, 6–2  |
| 2023 | Dalila Jakupović Irina Khromacheva | Anna Bondár Kimberley Zimmermann        | 6–2, 6–3  |